# Sauromatum diversifolium
Sauromatum diversifolium är en kallaväxtart som först beskrevs av Nathaniel Wallich och Heinrich Wilhelm Schott, och fick sitt nu gällande namn av Cusimano och Wilbert Leonard Anna Hetterscheid. Sauromatum diversifolium ingår i släktet ödlekallor, och familjen kallaväxter. Inga underarter finns listade.